# سیارک ۵۲۱۹
سیارک ۵۲۱۹ (به انگلیسی: 5219 Zemka، نامگذاری:1976GU3) پنج هزار و دویست و نوزدهمین سیارک کشف شده‌است که در ۲ آوریل ۱۹۷۶ کشف شد.
قدر مطلق سیارک برابر ۱۲٫۳۰ است.